# Santa Maria del Priorat
|  | Per a altres significats, vegeu «Santa Maria del Priorat de Castellfollit». |

Santa Maria del Priorat és una ermita al municipi de Banyeres del Penedès (Baix Penedès) inclosa en l'Inventari del Patrimoni Arquitectònic de Catalunya.

## Ermita
Situada al costat del cementiri, consta de dues naus; la primitiva és de planta rectangular i té la volta de canó més alta que la de la segona. Cada nau té el seu corresponent absis semicircular i amb finestra central de doble esqueixada, una rosassa als peus i un arc toral, i ambdues són separades per dos arcs lleugerament apuntats. La nau més antiga presenta l'antiga porta d'accés, avui tapiada, i una sèrie de bancs continus de pedra. Adossada a la segona nau hi ha la sagristia, a la qual s'accedeix mitjançant una obertura d'arc de mig punt. Exteriorment, a ponent i al mig de les dues rosasses, hi ha un potent contrafort que sosté els arcs que separen les dues naus interiors. Damunt mateix d'aquest contrafort hi ha una espadanya de dues obertures escapçada. L'ermita és feta de paredat i la porta d'entrada, d'arc de mig punt, és situada al costat de la sagristia.
El sarcòfag es troba a l'interior i davant la porta tapiada, i està sostingut per quatre columnes. Aquestes es componen d'un base que simbolitza una flor estesa d'una manera força esquemàtica i primitiva, un fust i un capitell, el qual presenta una decoració amb fulles de margalló, una flor de quatre pètals iguals amb un botó al centre, i un raïm a sota les fulles de margalló. La caixa sepulcral és de pedra i té una forma rectangular. Consta també d'una tapadora de pedra de dues vessants. Tant la caixa com la tapadora, són decorades per un seguit d'escuts en relleu, tots iguals, els quals contenen tres pals centellants damunt del camp, i són emmarcats per una sèrie d'arc ogivals.
Les rajoles del terra de les dues naus de l'ermita de Santa Maria del Priorat presenten un tipus d'enrajolat diferent al de la sagristia. Les rajoles tenen una forma quadrangular i unes dimensions aproximades de 30x30 cm. Totes elles presenten algun tipus d'incisió; ratlles verticals, ratlles corbes, mans gravades, etc.
L'arcosoli d'estil gòtic, es troba adossat a la paret que separa la segona nau de la sagristia i tocant a l'absis. És compost per un arc apuntat que dona pas a una cavitat. Hi ha un frontal decorat amb relleu que presenta una creu grega i dos florons laterals. Vorejant l'arc apuntat, hi ha una motllura de pedra la qual presenta una decoració amb flors de quatre fulles de forma lineal i senzilla.
El cadiratge de pedra està situat al voltant de la paret més antiga i sempre de cara a l'absis. Està fet de carreus de pedra decorada amb unes incisions, formant ratlles paral·leles. Destaca el seient del prior, el qual fou construït aprofitant la motllura que forma l'arc toral de la nau per tal de fer un respatller. Té, a més, dos braços de forma corba totalment decorats amb ratlles verticals.

## Història
La nau més antiga és d'origen romànic i la segona de transició entre el romànic i el gòtic. La sagristia és del segle XVII o XVIII. L'ermita és l'última resta de l'antic priorat benedictí situat en aquest indret. Els actuals Goigs que es canten a Santa Maria de Banyeres expressen aquesta influència benedictina. El document més antic que parla de l'ermita data del 1214, quan Guillema de Castellví donà a Santa Maria de Banyeres tots els drets que tenia sobre l'honor de Salamó, en el terme de Castellví de la Marca, parròquia de Sant Bartomeu de Puigtinyós. L'any 1308 en una visita pastoral a la parròquia de Banyeres es menciona l'església de Santa Maria. El 1312 Pere Banyeres hi fundà un Benefici. Devia ser després del 1070 quan l'ermita passà a dependre de Ripoll. Aquesta dependència és ja clarament documentada en el segle xiv. En el 1352 depenien d'aquest priorat 36 masos de Salomó (Tarragonès). L'any 1377 es menciona l'existència de la Capella de Sant Joan dins l'església del Priorat.
La base del sepulcre és preromànica i d'incipient romànic. El fust i el capitell són de transició romànic-gòtic. La caixa i la tapadora, són gòtiques. A l'interior del sepulcre hi ha una sèrie de calaveres i d'ossos que sembla que podrien pertànyer als antics priors.